# Radulf de Barcelona

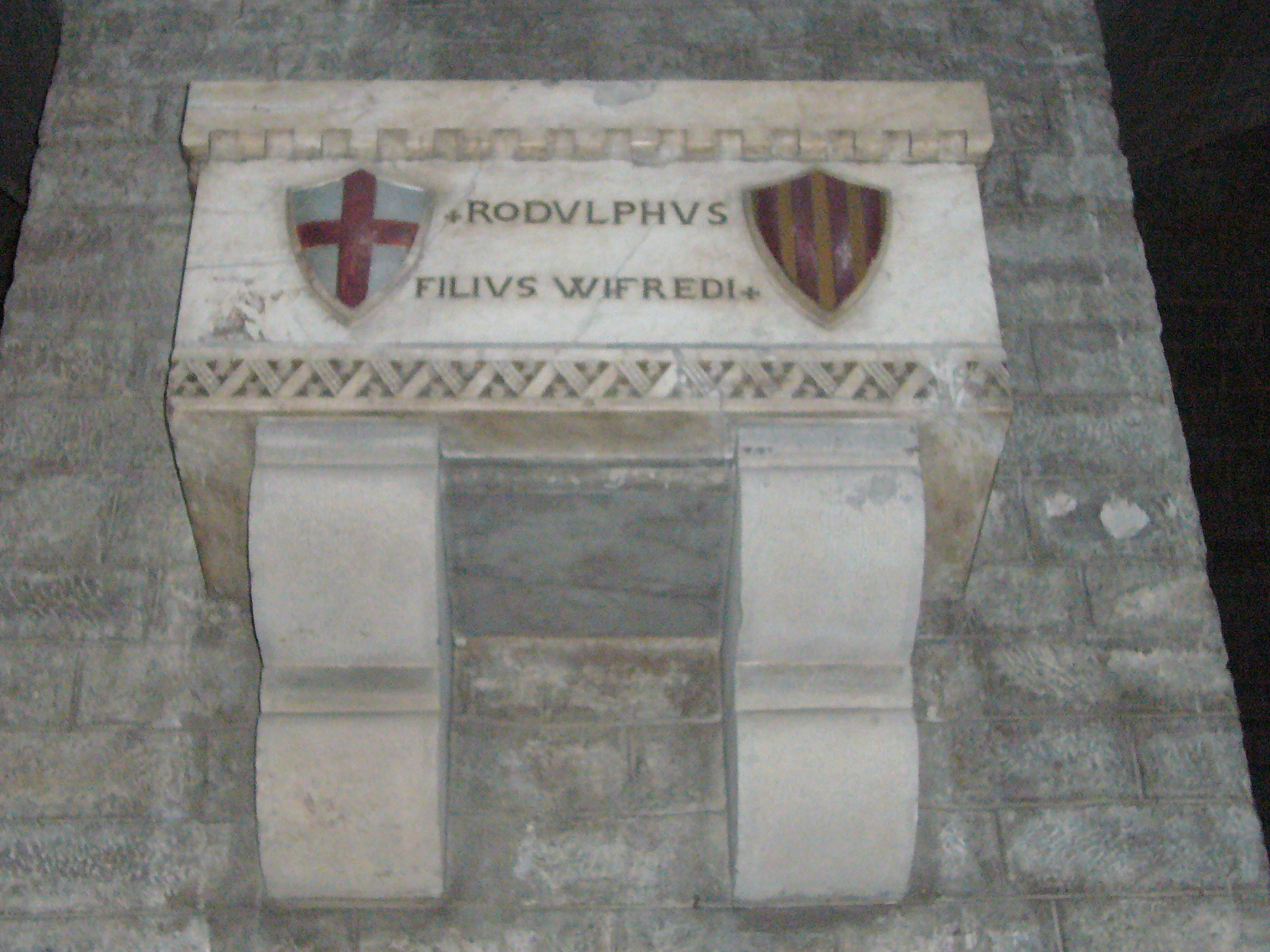
Sepulcre de Radulf al monestir de Santa Maria de Ripoll

Radulf de Barcelona o Radulf d'Urgell (~885 - 942) fou bisbe d'Urgell i fill del comte Guifré el Pilós i Guinidilda d'Empúries. L'any 888, quan es consagrà l'església del Monestir de Santa Maria de Ripoll fundat el 880, el jove Radulf va ser lliurat com a monjo al monestir, per tal que després en fos abat, seguint l'exemple de la seva germana Emma de Barcelona, abadessa del Monestir de Sant Joan de les Abadesses. L'any 900 però, Radulf de Barcelona deixà el monestir i s'uní en matrimoni, actuant com a prevere vers el 908. Fou consagrat bisbe d'Urgell el 914 i assistí el 935 a la segona consagració del Monestir de Santa Maria de Ripoll essent abat Ènnec. El seu nom com a consagrant el 930 surt en un text epigràfic a Santa Maria d'Er, a l'Alta Cerdanya. Les seves possessions passaren als seus fills, i després als seus nets.